# La Cuca
La Cuca ist eine Ortschaft und eine Parroquia rural („ländliches Kirchspiel“) im Kanton Arenillas der ecuadorianischen Provinz El Oro. Die Parroquia besitzt eine Fläche von etwa 140 km². Die Einwohnerzahl lag im Jahr 2017 bei 1260.

## Lage
Die Parroquia La Cuca liegt an der Pazifikküste im Südwesten von Ecuador. Der Küste vorgelagert ist der Archipel Jambelí. Der Hauptort La Cuca befindet sich 6,5 km nördlich vom Kantonshauptort La Arenillas. Die Fernstraße E586 (Arenillas–Santa Rosa) führt an La Cuca vorbei. An der Küste befindet sich Puerto La Pitahaya.
Die Parroquia La Cuca grenzt im Südwesten an die Parroquia Chacras, im Westen an den Kanton Huaquillas, im Norden an die Parroquia Jambelí, im Osten an das Municipio von Santa Rosa sowie im Süden an das Municipio von Arenillas.

## Orte und Siedlungen
Neben dem Hauptort La Cuca gibt es in der Parroquia noch folgende Sitios:
- 27 de Julio
- Cabo de Lampa
- El Cheme
- La Pacífico
- La Pitahaya
- Las Colembas
- Los Guayacanes

## Wirtschaft
Die Bevölkerung ist überwiegend in der Landwirtschaft tätig. In dem Gebiet wird Kakao angebaut.

## Ökologie
Die nordwestliche Pazifikküste gehört zum Schutzgebiet Reserva Ecológica Arenillas.

## Geschichte
Das Sitio La Cuca besteht seit dem Jahr 1994. Der nördliche Teil des Municipios von Arenillas wurde am 10. März 2017 ausgegliedert und bildet seither die Parroquia La Cuca.